# Прокопенко Дмитро Кирилович
Прокопенко Дмитро Кирилович (нар. 7 квітня 1982, Миколаїв) — український академічний веслувальник, призер чемпіонатів світу та Європи.
Освіта — Миколаївське вище училище фізичної культури, Миколаївський національний університет імені В. О. Сухомлинського.

## Життєпис
Народився Дмитро Прокопенко в Миколаїві. Пробував свої сили в декількох видах спорту. П'ять років займався плаванням, виконав норматив кандидата в майстри спорту. Академічним веслуванням захопився після вступу до Миколаївського вищого училища фізичної культури. Тренувався під керівництвом Л. П. Симонова, з 1999 року — С. М. Ентиса и Ю. А. Павленко. Захищав честь спортивного товариства «Україна».
2000 року Дмитро Прокопенко дебютував на молодіжному чемпіонаті світу — у складі двійки парної був восьмим.
2001 року на молодіжному чемпіонаті світу (до 23 років) Прокопенко у складі парної четвірки був восьмим.
2002 року на етапі Кубку світу в змаганнях двійок парних в парі з Геннадієм Захарченко зайняв дев'яте і п'яте місце на етапах Кубку світу і дванадцяте на чемпіонаті світу.
2003 року входив до складу четвірки парної.
2005 року на 1-му етапі Кубку світу стартував в четвірках парних, надалі виступав в двійках парних з Володимиром Павловським — на етапах Кубку світу був п'ятим і третім, на чемпіонаті світу — п'ятим.
2006 року Прокопенко ввійшов до складу четвірки парної (Володимир Павловський, Дмитро Прокопенко, Сергій Білоущенко, Сергій Гринь), яка займала високі місця на етапах Кубку світу, а на чемпіонаті світу 2006 здобула срібну нагороду. За результатами спортивного 2006 року Білоущенко і Прокопенко були названі найкращими спортсменами Миколаївської області.
2007 року Прокопенко в складі четвірки на Кубку світу був п'ятим, на чемпіонаті світу — шостим, і це місце дозволило отримати ліцензію на Олімпійські ігри 2008. На чемпіонаті Європи 2007 в одиночках він зайняв сьоме місце.
2008 року Прокопенко виступив на Кубку світу в двійках парних, а потім в четвірках і потрапив до олімпійського списку збірної України на ігри в Пекіні. Проте в останню мить Олег Ликов, що був запасним, відновився від травм, набрав хорошу форму і замінив Дмитра Прокопенка в складі української парної четвірки, тож Прокопенко в олімпійських змаганнях участі не брав.
Надалі Дмитро Прокопенко виступав в складі вісімки зі стерновим. На чемпіонаті Європи 2008 року і чемпіонаті світу 2009 зайняв восьме місце, на чемпіонаті Європи 2009 — друге, на чемпіонаті Європи 2010 — третє. Стартував 2010 року на етапах Кубку світу, на чемпіонаті світу 2010 був десятим. 2011 року завершив виступи.
Після завершення спортивної кар'єри брав участь в змаганнях ветеранів. Так, 2015 року став чемпіоном в двійці парній і другим в складі четвірки парної і четвірки зі стерновим на чемпіонаті світу серед ветеранів у віковій категорії 40-45 років.
Так, 2016 року став чемпіоном в двійці парній і другим в складі четвірки парної і четвірки зі стерновим на чемпіонаті світу серед ветеранів у віковій категорії 40-45 років.
Так, 2017 року став чемпіоном в двійці парній і другим в складі четвірки парної і четвірки зі стерновим на чемпіонаті світу серед ветеранів у віковій категорії 40-45 років.
З квітня 2022 року вступив до лав ЗСУ, та став на захист країни від російського агресора, у 2022 році був нагороджений "знаком пошани", а в 2023 році отримав нагороду "золотий хрест", на сьогоднішній час Дмитро продовжує захищати нашу країну